# Conștiința românească

Conștiința românească a fost o publicație săptămânală apărută la Cluj, sub conducerea unui comitet, ca organ al Asociației de Propagandă pentru Solidaritatea Națională și Socială a Românilor.
Primul număr a apărut la 28 ianuarie 1923, iar ultimul la 8 noiembrie 1923.

## Caseta redacțională și colaboratori
- Florian Ștefănescu-Goangă, Vasile Bogrea, Constantin Nedelcu, A. Neguș, Dan Rădulescu, M. Ciutea, Nicolae Iorga, Sextil Pușcariu, Victor Lazăr, Virgil I. Bărbat, Horia Petra-Petrescu

## Scurt citat din articolul programatic
”Anonimatul redacțional, la umbră căruia buiecesc echivocurile și insinuările, nu va fi, de asemene, practicat la foaia noastră. Cu acestă menire și aceste norme, CONȘTIINȚA ROMÂNEASCĂ, iese la lumină, deocamdată ca organ săptămânal.”
Vasile Bogrea declara că a participat la fondarea ziarului „Conștiința Românească” pentru a riposta la reiterata chestionare a problemei „scrierii istoriei, fără a face istorie”.

## Conținut
- Se discută problemele unificării României, un ziar de propagandă, cronici politice, cronici economice, financiare, informațiuni, programul la teatru și operă, date despre presa maghiară. Încet, ultima pagină devine una pentru publicitate, reclame.